# Luis Homero Lajara Burgos
Luis Homero Lajara Burgos, ARD (Santo Domingo de Guzmán, República Dominicana, 22 de diciembre de 1920 - Nueva York, 24 de diciembre de 1994) fue un oficial naval dominicano y político. Se desempeñó como jefe de Estado Mayor de la Marina de Guerra y posteriormente como jefe de la Policía Nacional. También fue fundador del Partido Demócrata Popular.

## Primeros años
Luis Homero Lajara Burgos nació el 22 de diciembre de 1920 en Santo Domingo de Guzmán, República Dominicana. Era hijo del puertorriqueño Ángel Luis Lajara Avilés y de la dominicana Betina Ofelia Burgos. 
Luis Homero Lajara Burgos contrajo matrimonio en terceras nupcias con la actriz dominicana Monina Solá, con quien tuvo dos hijos: Homero Luis Lajara Solá y Ángel Luis Lajara Solá. De su primer matrimonio nacieron Alejandro Lajara González e Isabel Lajara González. En su segundo matrimonio, tuvo dos hijos: Aida Lajara Marchena y Luis Lajara Marchena. Además, tuvo dos hijos más: Nieves Lajara Pichardo y Homero Lajara Paradas.
Se graduó de bachiller a los 17 años de edad en Ciencias Físicas y Matemáticas,  en 1941 inició su carrera militar como marinero de la Marina de Guerra.
Posteriormente, estudió en la Escuela de Guardiamarinas (cadetes), de la institución, graduándose en la primera promoción como oficial en 1945. 
Estudió en Inglaterra con el grado de teniente de navío, donde obtuvo los títulos en Táctica Naval, Artillería Naval y Guerra Antisubmarina.

## Carrera militar
Realizó estudios navales en los Estados Unidos e Inglaterra, desempeñándose como comandante de barcos e instructor de navegación y artillería naval. 
En 1952, se convirtió en el primer agregado naval ante la Junta Interamericana de Defensa en Washington D. C., EE.UU.
En 1953, fue designado como jefe de Estado Mayor de la Marina de Guerra, destacándose por la terminación e inauguración de la Academia Naval, el primer recinto militar construido en la República Dominicana para fines académicos exclusivos. También instaló la primera imprenta dentro de un recinto castrense en el país para imprimir material de estudio.
Durante su gestión, diseñó el quepis naval y las charreteras para los oficiales almirantes de la Marina de Guerra. Además, modificó la Orden del Mérito Naval y creó el primer regimiento de Infantería de Marina. También promulgó la ley que prohíbe dejar abandonados botes y yolas en las aguas territoriales y zonas marítimas dominicanas.
En 1954, diseñó y ejecutó la estrategia para que tres buques de guerra dominicanos, un destructor, una fragata y una corbeta devolvieran de manera simbólica el primer viaje de Colón a la isla La Española. Este despliegue militar incluyó 50 cadetes del Ejército, 50 de la Marina de Guerra y 50 de la Fuerza Aérea, así como un batallón de infantería de Marina y una banda de músicos, totalizando 685 militares.
En 1959, fue despedido del servicio militar por orden directa del generalísimo Rafael Leónidas Trujillo Molina debido a que sobresalió demasiado en la dictadura.

## Carrera política
Lajara Burgos ingresó a la política en 1961, uniéndose al Partido Revolucionario Dominicano (PRD), bajo el liderazgo del profesor Juan Bosch. Posteriormente el 23 de mayo de 1970 fundó el Partido Demócrata Popular (PDP).
Fue candidato presidencial en las elecciones generales de 1974 y 1978.
En 1974, en medio de preocupaciones por la estabilidad democrática debido a tensiones militares, Luis Homero Lajara Burgos fue seleccionado como candidato presidencial por el Partido Demócrata Popular (PDP) y compitió en las elecciones generales contra el Partido Reformista y su candidato, el entonces presidente, Dr. Joaquín Balaguer.
En 1978, el Partido Demócrata Popular (PDP) volvió a postular al contralmirante Luis Homero Lajara Burgos en su boleta electoral, marcando su segunda nominación como candidato presidencial por dicho partido.

## Obras
Fue autor de dos libros reconocidos: "Tesis político económica para el desarrollo en nuestros tiempos", publicado por Impresos Comerciales en el año 1975, y "Por qué se produjo la revolución de abril de 1965", publicado por la editorial Taller en el año 1987.